# Progyndes trochanteralis
Progyndes trochanteralis is een hooiwagen uit de familie Gonyleptidae.